# Frank Loomis
Frank Farmer Loomis, Jr., född 22 augusti 1896 i Saint Paul, Minnesota, död 4 april 1971 i Tarpon Springs i Florida, var en amerikansk friidrottare.
Loomis blev olympisk mästare på 400 meter häck vid sommarspelen 1920 i Antwerpen.